# Замковая площадь (Варшава)
Замковая площадь (пол. Plac Zamkowy) находится между варшавским королевским дворцом и Старым городом. С южной стороны треугольная площадь была ограничена крепостной стеной и Краковскими воротами.
С 1644 года площадь украшает колонна короля Сигизмунда. Краковские ворота и часть крепостной стены были в 1818 году снесены, но начинающаяся здесь широкая улица в южном направлении сохранила своё название: Краковское предместье (пол. Krakowskie Przedmieście).
Перед разрушением Варшавы в 1944 году Замковая площадь являлась одной из наиболее оживлённых площадей столицы.
От площади вела вниз в сторону реки Вислы крутая улица Новы Зъязд (Новый Съезд, пол. Nowy Zjazd), которая затем направлялась через эстакаду Феликса Панцера к мосту Кербедзя и далее к варшавскому району Прага на правом берегу реки Вислы.
После восстания 1944 года эстакада и мост были взорваны уходящими немецкими войсками.
Вместо того, чтобы попытаться восстановить довоенное состояние площади и её окрестностей, варшавские градостроители приняли смелое решение: перенесли городской транспорт в тоннель под площадью, снесли остатки эстакады и построили на столетних опорах старого моста новый широкий мост. Соорудили также микрорайон Мариенштат. На перекрытии тоннеля архитекторы тщательно восстановили жилые дома эпохи барокко. 22 июля 1949 года пересекающая весь город трасса Восток-Запад была торжественно открыта. Транспорт двигался снизу, а площадь стала пешеходной зоной.
Трамвайные остановки у выхода тоннеля были связаны с площадью эскалаторами советского производства.
Четырьмя годами позже было завершено восстановление варшавского Старого города, восстановление королевского дворца продлилось до 1988 года. Тогда варшавяне увидели Замковую площадь в своём нынешнем состоянии.
- Площадь во времена Российской империи
- Вид на юг
- Тоннель под площадью
- Вид с юга со стороны Краковского предместья